# Chitagá
Chitagá è un comune della Colombia facente parte del dipartimento di Norte de Santander.
L'abitato venne fondato da José Antonio Jaimes e Carlos Vera nel 1804.